# Сейдакматова, Джамал
Джамал Сейдакматова (кирг. Жамал Сейдакматова;  21 сентября 1939, Темировка, Иссык-Кульская область — 16 февраля 2021 , Бишкек) — советская и киргизская актриса театра и кино. Народная артистка Киргизской ССР (1976). Лауреат Государственной премии Киргизской ССР им. Токтогула Сатылганова (1986).

## Биография
Родилась 21 сентября 1938 года в Темировке. С 1957 года выступала на сцене Киргизского драматического театра в Бишкеке (ныне Кыргызский национальный академический драматический театр имени Т. Абдумомунова). Являлась одной из ведущих артистов киргизской сцены в период с 1950 по середину 2000-х годов. В первые годы работы в театре, она также успешно снималась в кино, на киностудию Киргизфильм впервые пришла в 1958 году, где снялась в фильме  режиссера Александра Карпова «Далеко в горах» в роли Зиягуль.
В 1989 году основала первый независимый киргизский частный театр «Тунгуч», став его бессменным художественным руководителем до своей смерти.
Скончалась 16 февраля 2021 года в Бишкеке по причине тяжёлой болезни. Похоронена на Ала-Арчинском кладбище.

## Фильмография
- 1958 — Далеко в горах — Зиягуль
- 1960 — Девушка Тянь-Шаня — Алтынай
- 1968 — Выстрел на перевале Караш — Хатша
- 1971 — Поклонись огню — Зайбыбы
- 1972 — У старой мельницы — Манасчи
- 1973 — Кнопка (короткометражный)
- 1973 — Водопад — Айнек
- 1974 — Улыбка на камне — Жамал
- 1975 — Дорога в Кара — Кийик — Шакен
- 1976 — Сыпайчи — Сыпайчи
- 1977 — Улан — Фатима
- 1978 — Как пишется слово Солнце (другое название — «Анамат») — Аманат, певица
- 1979 — Ранние журавли — эпизод
- 1980 — Золотая осень — сестра Мурата
- 1980 — Деревенская мозаика, короткометражный — Гюльсун
- 1980 — Весенние каникулы — Байтекова
- 1984 — Потомок белого барса — Бегаим
- 1984 — Песнь о любви — эпизод
- 1985 — Волны умирают на берегу
- 1989 — Заговор — Айын
- 1989 — Долина предков — Зуура
- 2014 — Курманжан Датка — Курманжан Датка в 90 лет

## Награды
- Народная артистка Киргизской ССР (1976)
- Государственная премия Киргизской ССР имени Токтогула Сатылганова (1986)
- Орден «Манас» 3-й (2003)[3] и 2-й (2019) степеней.